# إرجاج
الإرجاج أو الإكلمسية أو الشنج النفاسي ويسمى أحياناً تسمم الحمل هو بدء نوبات (اختلاجات) عند المرأة التي تعاني من حالة ما قبل الإرجاج أو ما قبل الشنج. ما قبل الإرجاج هو اضطراب في الحمل يتميز بارتفاع ضغط الدم وبوجود إما كميات كبيرة من البروتين في البول أو باختلال وظيفي في أعضاء أخرى. وقد يبدأ قبل أو أثناء أو بعد الولادة. ولكنه عادةً ما يقع في النصف الثاني من فترة الحمل. النوبات تكون من النوع التوتري الرمعي و تستغرق مدتها دقيقة تقريبًا. يمر المصاب بحالة ارتباك بعد هذه النوبة وقد يدخل في غيبوبة. تشمل مضاعفات الإرجاج ذات الرئة الشفطي، نزيف مخي، قصور كلوي، و توقف القلب. 
للوقاية من الإرجاج، يُنصَح الفئات المعرضة للخطر أخذ حبوب الأسبرين، و تناول من يستهلك كميات قليلة من الكالسيوم مكملات الكالسيوم، و علاج ارتفاع ضغط الدم بالعقاقير المناسبة. ممارسة الرياضة أثناء فترة الحمل قد تكون مفيدة أيضاً. حقن المصاب بكبريتات المغنسيوم في الوريد أو العضلات يحسن من حالته ويُعتبر علاجًا آمن للإرجاج. الهيدرالازين قد يُستخدم أيضًا لتخفيض ضغط الدم. يتم توليد المريضة في الحالات الطارئة من المرض.
تُقَدّر نسبة المصاببين بمقدمات الإرجاج حوالي 5% من الولادات، والإرجاج حوالي 1.4%. تقل هذه النسبة في الدول المتقدمة لجودة الرعاية الصحية. تُعتَبَر أمراض ارتفاع ضغط الدم المرتبطة بالحمل من أحد أكثر أسباب الموت شيوعًا بين الحوامل. حيث سببت 46,900 حالة وفاة عام 2015. أبقراط هو أول من وصف هذه الحالة في القرن الخامس قبل الميلاد.

## العلاج
تُعتبر الولادة هي العلاج المستحسن لحالات الإرجاج (تسمّم الحمل)، وفي معظم الأحيان، تمنع من تطوّر المرض، رغم أنّها قد تؤدّي لولادة أطفال خدّج.
- في حال كانت الحامل في الأسبوع 37 وما فوق لحملها، فسيُحفّز الطبيب المختصّ عملية المخاض، وفي تلك النقطة، يكون الجنين قد تطوّر بشكلٍ كافٍ، ولن يكون مولودًا قبل أوانه.
- في حال ظهرت عوارض الإرجاج في فترة تسبق الأسبوع 37 من الحمل، فسيقيّم ويختبر الطبيب صحّة كلٍّ من الأم وجنينها من أجل تقرير ميعاد الولادة، الأمر الذي يعتمد على عوامل عدّة، مثل عمر الحمل، وفيما إذا بدأت عوارض المخاض لدى الحامل، ودرجة حدّة المرض.[11]

## المضاعفات
هناك مخاطر على كل من الأم والجنين عند حدوث تسمم الحمل. قد ينمو الجنين بشكل أبطأ من المعتاد داخل رحم المرأة المصابة بالإرجاج، وهو ما يسمى تقييد النمو داخل الرحم وقد يؤدي إلى صغر حجم الجنين بالنسبة لسن الحمل أو الولادة، ونقص وزنه عند الولادة. قد يسبب تسمم الحمل حدوث مشاكل في المشيمة. قد تنزف المشيمة أو تبدأ بالانفصال عن جدار الرحم. من الطبيعي أن تنفصل المشيمة عن جدار الرحم أثناء الولادة، ولكن من غير الطبيعي أن تنفصل قبل الولادة. تسمى هذه الحالة بانفصال المشيمة وقد تكون خطيرة على الجنين. قد يحدث أيضًا قصور في المشيمة، وهي حالة تفشل فيها المشيمة في دعم النمو المناسب للجنين لأنها لا تستطيع إيصال الكمية الضرورية من الأكسجين أو العناصر الغذائية إلى الجنين. أثناء النوبة الصرعية الإرجاجية، قد يصبح نبض قلب الجنين أبطأ من المعتاد (بطء القلب). في حالة حدوث أي من هذه المضاعفات، قد تتطور ضائقة جنينية. قد يؤدي علاج نوبات الأم أيضًا إلى التحكم في بطء القلب الجنيني. إذا كانت المخاطر على صحة الجنين أو الأم عالية، يكون العلاج النهائي للإرجاج هو ولادة الطفل. قد يُنظر إلى الولادة القيصرية على أنها ضرورية، خاصةً إذا لم تحل حالة بطء القلب الجنيني بعد 10 إلى 15 دقيقة من التدخلات الإنعاشية. ولادة الرضيع قبل الأوان أكثر أمانًا من انتظار انتهاء فترة نمو الجنين البالغة 40 أسبوعًا، ونتيجة لذلك فإن الخداج هو أيضًا أحد المضاعفات المحتملة للإرجاج.
عند الأم، قد تحدث تغيرات في الرؤية نتيجة للإرجاج، وقد تشمل هذه التغييرات رؤية ضبابية، وعمى من جانب واحد (إما مؤقتًا بسبب كمنة عابرة أو من المحتمل أن يكون دائمًا بسبب انفصال الشبكية)، أو العمى القشري الذي يؤثر على كلا العينين. هناك أيضًا مضاعفات محتملة في الرئتين. قد تتجمع السوائل ببطء في الرئتين عند الأم، ويحدث ما يُعرف بوذمة الرئة. أثناء الإرجاج، قد تتقيأ الأم محتويات المعدة وتستنشق بعضًا من مواد الإقياء، ويحدث ما يُعرف بالاستنشاق. في حالة حدوث الاستنشاق، قد تواجه المرأة صعوبة في التنفس على الفور أو قد تصاب بعدوى في الرئتين لاحقًا تسمى ذات الرئة الاستنشاقية. قد يتوقف التنفس مؤقتًا أثناء النوبة أو يصبح غير فعال، وتنخفض كمية الأكسجين التي تصل إلى جسم المرأة ودماغها (في حالة تعرف باسم نقص الأكسجة). إذا أصبح من الصعب على المرأة التنفس، فقد تحتاج إلى دعم تنفسي مؤقت بواسطة جهاز مساعد في عملية تسمى التهوية الميكانيكية. في بعض حالات الارتعاج الشديدة، قد تصبح الأم ضعيفة وبطيئة (خمول) أو قد تدخل في غيبوبة. قد يكون ذلك أحد علامات تورم الدماغ (وذمة دماغية) أو النزيف (نزيف داخل المخ).

## عوامل الخطورة
يميل الإرجاج أو ما قبل الإرجاج إلى الحدوث بشكل أكثر شيوعًا في الحمل الأول. النساء المصابات بارتفاع ضغط الدم لفترة طويلة قبل الحمل لديهن مخاطر أكبر للإصابة بما قبل الإرجاج. علاوة على ذلك، فإن النساء المصابات بأمراض الأوعية الدموية الأخرى الموجودة مسبقًا (السكري أو اعتلال الكلية) أو أمراض التهاب الوريد الخثاري مثل متلازمة أضداد الشحوم الفوسفورية معرضات بشكل أكبر للإصابة بما قبل الإرجاج والإرجاج. إن وجود مشيمة كبيرة (الحمل المتعدد، أو الحمل العنقودي) يعرض النساء أيضًا للإرجاج. بالإضافة إلى ذلك، يوجد عنصر وراثي، فالمرأة التي أصيبت أمها أو أختها بهذه الحالة معرضة لخطر أكبر من غيرها. النساء المصابات بتسمم الحمل معرضات بشكل متزايد للإصابة بما قبل الإرجاج أو الإرجاج في الحمول اللاحقة. قد يكون الأشخاص من خلفيات عرقية معينة أكثر عرضة للإصابة بما قبل الإرجاج والإرجاج. كان معدل حدوث ما قبل الإرجاج 5% عند البيض، و9% من أصل إسباني، و11% عند النساء الأميركيات من أصول أفريقية. وتبين أن النساء السود أكثر عرضة بشكل غير متناسب لخطر الوفاة نتيجة الإرجاج.

## روابط خارجية
- إرجاج على مشروع الدليل المفتوح